# Мишо Ковач
Мате Мишо Ковач (на хърватски: Mišo Kovač) е хърватски певец, изпълнител на забавна музика, популярен в бивша Югославия. Роден е на 16 юли 1941 година в Шибеник. Има най-много продадени звуконосители на забавна музика в Хърватия.
Започва кариерата си с кавъри на световни хитове, но след това преминава към подчертано емоционални песни със средиземноморско и далматинско звучене. Достига най-голямата си популярност през 70-те и 80-те години с песни като „Останала си все същата“ („Ostala si uvijek ista“), „Всички пеят, аз не чувам“ („Svi pjevaju ja ne čujem“), „Ако ме оставиш“ („Ako me ostaviš“) и други.
„Останала си все същата“ („Ostala si uvijek ista“) е популярна песен на Мишо Ковач от 1985 година, трета от едноименния му албум. Автори на песента са Джордже Новкович (музика), Желко Сабол (текст) и Мато Дошен.

## Дискография
- Mišo Kovač (1971)
- Portret (1973)
- Mi smo se voljeli (1974)
- Najveći uspjesi 1 (1975)
- Najveći uspjesi 2 (1975)
- Ovo je naša noć (1977)
- Uvijek ima nešto dalje (1979)
- Čovjek bez adrese (1980)
- Jači od vjetra (1981)
- Dalmacija u mom oku (1982)
- Osjećam te (1983)
- Zajedno smo (1984)
- Potraži me u pjesmi (1984)
- Ostala si uvijek ista (1985)
- Ti si pjesma moje duše (1986)
- Malo mi je jedan život s tobom (1987)
- Koncert (1988)
- Samo nas nebo rastavit može (1989)
- Za kim zvono plače (1990)
- Grobovi im nikad oprostiti neće (1991)
- Pjesma za Edija (1993)
- Mate Mišo Kovač (1994)
- Mojoj vjernoj publici (1995)
- Osjećam se jači (1997)
- Budi čovjek dobre volje (1999)
- Pjevaj, legendo (1999)
- Rane godine 1964-69 (1999)
- Dalmatino (2001)
- Oj ti dušo duše moje (2003)
- Hitovi (2005)
- Mišo u Šibeniku (2005)
- Ja sam kovač svoje sreće (2006)
- The Platinum Collection (2007)
- Ne tražim istinu 2010 (2010)